# Julian Payr
Julian Payr (* 23. Juli 2000 in Feldkirch) ist ein ehemaliger österreichischer Eishockeyspieler, der zuletzt bei den Pioneers Vorarlberg  aus der ICE Hockey League unter Vertrag stand.

## Laufbahn
Payr wechselte 2011 von der VEU Feldkirch zum SC Rheintal in die Schweiz und 2014 in die Jugend des HC Davos und ging auf die Davoser Sportschule. Im Januar 2018 gab er unter Trainer Arno Del Curto beim HCD seinen Einstand in der National League. Ende Dezember 2018 sorgte er für Schlagzeilen, als er im Spengler-Cup-Spiel gegen die Nürnberg Ice Tigers den Siegtreffer für Davos erzielte.
Im Juli 2019 wechselte Payr im Tausch gegen Lorenz Kienzle zum HC Ambrì-Piotta. In der Saison 2020/21 stand Payr beim SC Rapperswil-Jona Lakers unter Vertrag, absolvierte jedoch aufgrund einer Verletzung kein Spiel für die Lakers. Im Oktober 2021 wurde er von der VEU Feldkirch verpflichtet. Im März 2022 erhielt er einen Vertrag beim EC VSV. Im ersten Saisonspiel für den VSV erlitt er eine schwere Schulterverletzung und verpasste den Rest der Saison.
2023 löste er seinen Vertrag beim VSV auf, kehrte nach Feldkirch zu den Pioneers Vorarlberg zurück, ehe er 2024 seine Profikarriere beendete.

### Nationalmannschaft
Im November 2018 wurde Payr erstmals in die österreichische Herrennationalmannschaft berufen, nachdem er zuvor in der U18- und U20-Auswahl des ÖEHV aufgelaufen war.